# Masatomi Ikeda

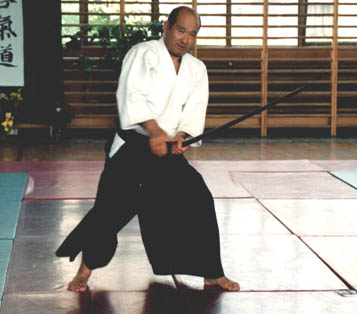
Masatomi Ikeda

Masatomi Ikeda (jap. 池田 昌富; * 8. April 1940 in der Präfektur Tokio; † 21. Juni 2021) war ein japanischer Aikidōlehrer mit 7. Dan und Vertreter des Aikikai in der Schweiz.
Ikeda begann seine Budokarriere mit Judo, während der Schul- und Studienzeit kamen Sumō und Aikidō hinzu.
Nach seinem Universitätsabschluss als Sportlehrer ging er als Repräsentant des Aikikai Honbu Dōjō nach Italien, um dort das Aikidō im Sinne seines Begründers Ueshiba Morihei aufzubauen.
Ikeda kehrte 1970 nach Japan zurück, um ab 1977 dieselbe Aufgabe in der Schweiz zu übernehmen, wo er bis 2002 als Shihan der ACSA (Kulturelle Vereinigung der Schweiz für Aikido - Aikikai Schweiz) und als technischer Koordinator der Internationalen Aikidō-Föderation (I.A.F.) tätig war. Aus gesundheitlichen Gründen musste er seine Lehrtätigkeit im Aikidō aufgeben und nach Japan zurückkehren.

## Klassifizierungssystem für Aikido-Techniken
Das Klassifizierungssystem für Aikidō-Techniken von Sensei Masatomi Ikeda basiert auf dem traditionellen System, das von den meisten
Shihan (Lehrbeauftragten) vom Aikikai unterrichtet wird. Die bis dahin auf den Ort der Ausführung (Omote- und Ura waza) und die Art
der Ausführung (Katame bzw. Osae- und Nage waza) begrenzte Klassifizierung wurde erweitert und durch einen Stammbaum der Aikidō-Techniken ergänzt, der auf die Ursprünge des Aikidō im Schwertkampf (Kenjutsu und im Daitō-ryū Aiki-jūjutsu) Bezug nimmt. Ziel des erweiterten Klassifizierungssystems ist, dass jede Aikidō-Technik, inklusive Herleitung vom Ursprung und einschließlich Identifizierung der Variationen präziser beschrieben werden kann.
1. Ort der Ausführung vor (Omote waza) oder hinter (Ura waza) dem Partner.
2. Art der Ausführung als Halte- (Osae waza) oder Wurftechnik (Nage waza).
3. Hauptbewegungsrichtung der Ausführung mit den Attributen oben und unten, links und rechts, vorne und hinten sowie spiralig.
4. Zentrales Element des Wirkungsansatzes auf den Angreifer mit den Attributen wuchtig (Uchi-no-ri), haltend (Osae-no-ri), werfend (Nage-no-ri) und schneidend (Zan-no-ri).'
5. Gegensätzlichkeit von Ausführungs- und Wirkprinzipien gemäß dem Prinzip von Yin und Yang.
6. Art der Einatmung bei der Ausführung der Technik mit den Attributen tiefe Bauchatmung durch den weit geöffneten Mund, schluckende Bauchatmung, kurze und knappe Einatmung, schneidendes Einatmen durch die schmal geöffneten Lippen.

### Klassifizierung der Basis- und Haupttechniken
Aus den Prinzipien 1.–4. ergibt sich eine Klassifizierung, die Osae- und Nage waza jeweils in omote und ura waza mit der Hauptbewegungsrichtung
und dem Wirkansatz kombiniert, womit sich 16 Haupttechniken im Aikidō klassifizieren lassen.
|                                                              | Osae waza, Omote waza | Osae waza, Ura waza | Nage waza, Omote waza | Nage waza, Ura waza |
| Uchi-no-ri (wuchtig) Hauptbewegungsrichtung oben/unten       | Ikkyo                 | Gokyo               | Sumi-otoshi           | Aiki goshi          |
| Osae-no-ri (blockierend) Hauptbewegungsrichtung links/rechts | Nikyo                 | Hijikime-osae       | Kote gaeshi           | Aiki-otoshi         |
| Nage-no-ri (werfend) Hauptbewegungsrichtung vorne/hinten     | Sankyo                | Uchi-kaiten-sankyo  | Irimi nage            | Kaiten-nage         |
| Zan-no-ri (schneidend) Hauptbewegungsrichtung spiralig       | Yonkyo                | Udegarami           | Shihō nage            | Udekime-nage        |

### Technischer Stammbaum der Basistechniken

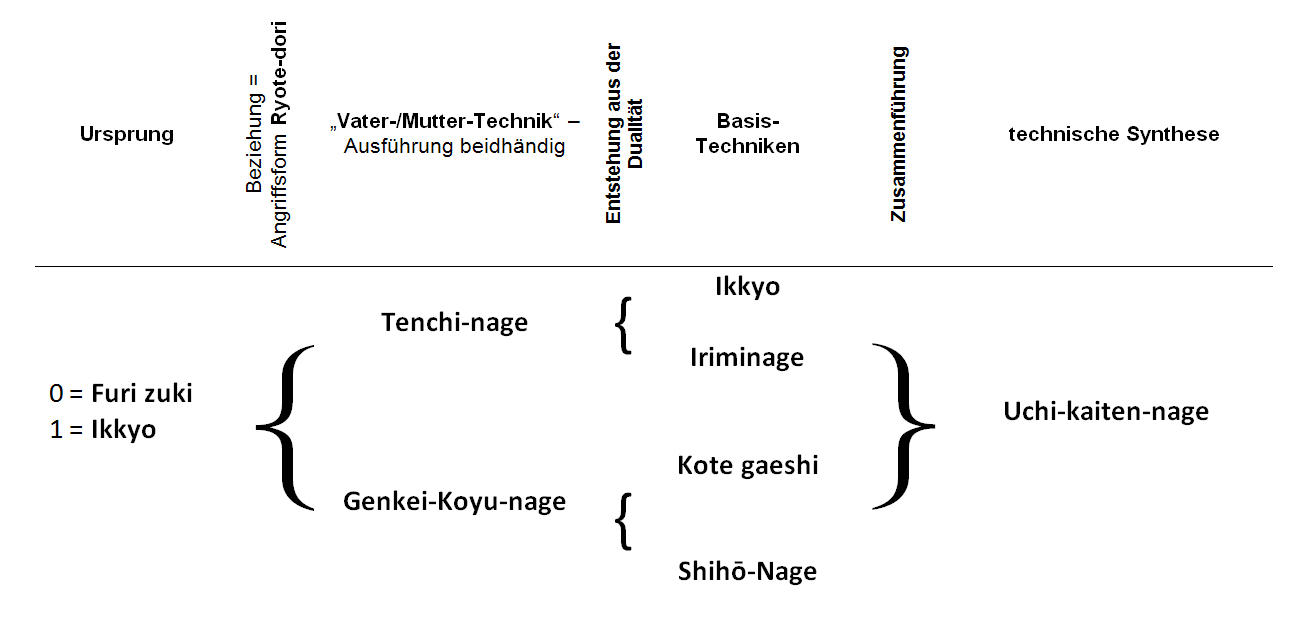
Stammbaum der Aikidō-Techniken nach Ikeda

Diese Klassifizierung der Aikidō-Techniken basiert auf einem Stammbaum der aus dem Kenjutsu entwickelt wurde. Ohne Schwert ausgeführt stehen sich im Aikidō beide Parteien in der Position Hanmi Ki-awase gegenüber. Dies ist auch die Grundstellung, die ein Aikidō-Praktikant einnimmt, wenn er in der traditionellen Bereitschaftshaltung „Hanmi“ zum eigenen Schutz seine Hand auf die Kopfhöhe des Kontrahenten hebt und der Angreifer dies ebenfalls tut. In der Situation ohne Schwert kann ebenfalls eine zum Kenjutsu analoge Einrittsbewegung erfolgen. Der Aikidō-Praktikant entscheidet, ob eine Technik ausgeführt wird, die den Tod des Kontrahenten verursachen kann, beispielsweise die Aikidō-Technik Furi zuki zum Hals des Gegners, oder ob aus derselben Ausgangshaltung Ikkyo ausführt wird, bei der ein Kontrahent unbeschadet in eine Immobilisation geleitet wird. Konklusiv aus diesen Überlegungen befinden sich die beiden Techniken Furi zuki und Ikkyō als Paar am Ausgangspunkt des Stammbaums im Klassifizierungssystem für Aikidō-Techniken nach Ikeda.
In der Aikidō-Praxis ohne Schwert folgt logisch abgeleitet nach Furi zuki / Ikkyo am Ursprung des Stammbaums anschließend die Angriffshaltung
Ryote-dori
Angriff beidhändig an beide Arme des Aikidō-Praktikanten.
Es entstehen abgeleitet ebenfalls traditionelle Techniken, welche beidhändig ausgeführt werden und ihrerseits wiederum duale Elemente aufweisen: Tenchi-nage entsteht durch aktive Krafteinwirkung des Ki auf den Angreifer (Körperhaltung Yon-no-te, Prinzip Yang, männliches Prinzip);
Genkei-Kokyū-Nage
entsteht durch passive Krafteinwirkung des Ki auf den Angreifer (Körperhaltung In-no-te, Prinzip Yin, weibliches Prinzip).
Im Klassifizierungssystem werden die Techniken Tenchi-nage und Genkei-Kokyū-nage als entwicklungstechnischer Ursprung der vier Haupttechniken Ikkyo, Koge gaeshi, Irimi-Nage und Shiho-Nage festgelegt. Die Festlegung basiert darauf, dass der Aikidōka gleichzeitig zwei unterschiedliche Bewegungsmuster ausführt und deren Prinzipien anwendet.
Tenchi-nage
Aufgrund der nach außen gerichteten Handflächen bei der Ausführung wird diese Handstellung als Yon-no-te (Yang) bezeichnet.
Die Kraftprojektion entfaltet sich gegen den Angreifer. Yang entspricht dem männlichen Prinzip, weshalb diese Technik zur „Vater-Technik“ wird. Der Aikidōka führt mit seinen Armen gleichzeitig zwei unterschiedliche Bewegungsfolgen aus:
- Mit dem oberen Arm, der sich über der Schulter des Angreifers, in der Nähe von dessen Ohr, befindet, wird die Hauptbewegungsrichtung oben/unten ausgeführt. Diese Hauptbewegungsrichtung entspricht dem Prinzip von Ikkyo.
- Mit dem unteren Arm, den er seitlich des Angreifers unterhalb von dessen Hüfte hält, führt er die Hauptbewegungsrichtung vorne/hinten aus. Diese Hauptbewegungsrichtung definiert die Technik Iriminage.

Weil sich zwei Hauptbewegungsrichtungen oben/unten und vorne/hinten gleichzeitig entfalten, wird von einer dualen Technik gesprochen. Tenchinage enthält damit gleichzeitig Ikkyo und Irimi nage.
Genkei-Kokyū-nage
Bei der Ausführung von Genkei-Kokyū-nage sind die Handflächen einwärts nach oben gerichtet. Diese Handstellung wird In-no-te (Yin) genannt.
Die Kraftprojektion entfaltet sich, weil der Angreifer auf den stabil stehenden Aikidōka aufläuft. Durch die Stellung und die Stabilität des Aikidōka entsteht die Technik passiv, was Yin, dem weiblichen Prinzip entspricht. Die Technik wird zur „Mutter-Technik“. Der Aikidō-Praktikant führt dabei mit seinen Armen gleichzeitig zwei unterschiedliche Bewegungsfolgen aus:
- Mit dem oberen Arm, der sich vor dem Gesicht des Angreifers befindet, führt er eine einwärts drehende Spirale nach oben aus. Dieses Bewegungsmuster definiert Shihō-Nage.
- Der untere Arm, der sich in Bauchhöhe des Angreifers befindet, bedroht dessen Zentrum mit der Ausführung einer links/rechts gerichteten Bewegung. Diese Hauptbewegungsrichtung entspricht der Technik Kote gaeshi.

Genkei-Kokyū-nage enthält mit der gleichzeitigen Ausführung der Hauptbewegungsrichtungen spiralig und links/rechts die Techniken Shihō nage und Kote gaeshi.
Diese vier Haupttechniken – Ikkyo, Irimi-Nage, Shihō-nage und Kote gaeshi – bilden eigenständige Gruppen oder Familien. In einer Gruppe zusammengefasste Techniken beruhen bei der Realisierung auf denselben Prinzipien.
Die Zusammenfassung aller Prinzipien ist enthalten in der Aikidō-Technik Uchi-kaiten-nage. Diese enthält in der ganzen Bewegungsabfolge alle Hauptbewegungsrichtungen.